# Stanisław z Zawady
Stanisław z Zawady (zm. 14 maja 1491) – teolog, profesor i rektor Akademii Krakowskiej.

## Życiorys
Pochodził z Zawady. Na Akademię Krakowską zapisał się wiosnę 1436, w 1440 uzyskał stopień bakałarza sztuk wyzwolonych. Magistrem nauk wyzwolonych został w 1444 podejmując studia teologiczne pod kierunkiem Mikołaja Byliny. W 1450 został bakałarzem teologii. W latach 1450 i 1460 pełnił funkcję dziekana Wydziału Nauk Wyzwolonych. W 1560 wraz z Janem z Dąbrówki pełnił funkcje prepozyta Kolegium Większego sprawując nadzór nad jego biblioteką. Od 1463 prowadził wykłady na Wydziale Teologicznym, kończąc rozpoczęte studia uzyskując ostatecznie doktorat z teologii w 1467, 11 maja 1467 występuje w dokumentach już jako profesor teologii. W 1478 został dziekanem Wydziału Teologii. W semestrze letnim 1478 oraz ponownie w semestrze zimowym 1478-1479 powołano go na stanowisko rektora uczelni. Od 1444 do 1483 był kanonikiem w kościele św. Floriana na Kleparzu, od 1473 był jego kustoszem. Wielokrotnie występował jako sędzia w sprawach uczelni, był egzekutorem profesorskich testamentów. Należał także do wykonawców testamentu kasztelana sandomierskiego Jana Hińczy z Rogowa. Wg zachowanego fragmentu testamentu zapisał Kolegium Większemu dwa inkunabuły oraz trzy łyżki srebrne.